# Hứa Du
Hứa Du (tiếng Hán: 許攸, Phiên âm: Hsü Yu) (153 – 208) là một mưu sĩ thân tín của Viên Thiệu cuối thời Đông Hán. Hứa Du và các mưu sĩ khác của Viên Thiệu là Điền Phong, Quách Đồ và Thẩm Phối tuy là bên ngoài là bằng mặt nhưng không hề bằng lòng, ngược lại họ luôn tìm cách hạ bệ đối phương để giành lấy sự tín nhiệm của Viên Thiệu. Bản chất của Hứa Du là một con người rất tham lam.
Hứa Du là bạn thuở thiếu thời của Tào Tháo. Trong trận Quan Độ, Hứa Du đã rời bỏ Viên Thiệu và đầu quân của Tào Tháo. Nguyên nhân là vì Thẩm Phối đã báo cho Viên Thiệu biết được việc gia đình Hứa Du ăn chặn quân hưởng, tham ô của công. Vào thời điểm đó, Hứa Du đã đề xuất cho Viện Thiệu kế sách phá quân Tào, và khi Viên Thiệu biết được sự việc này, ông đã tỏ thái độ khinh thường Hứa Du và nói rằng: "Đến lúc này mà ngươi vẫn còn mặt dày đến trước mặt ta để hiến kế à."
Hứa Du vô cùng tức giận và ngay trong đêm đó đã rời khỏi đại doanh của Viên Thiệu. Ông ta đã hiến kế cho Tào Tháo tấn công vào kho lương của quân Viên ở Ô Sào do tướng Thuần Vu Quỳnh trấn giữ. Nhờ vào kế sách của Hứa Du mà Tào Tháo đã giành được chiến thắng trong trận chiến Quan Độ trước quân Viên đông đảo hơn, tạo đà cho việc thống nhất miền bắc về sau. Hứa Du đã tỏ ra bất kính khi Tào Tháo đang thể hiện sự kính trọng đối với Viên Thiệu khi đi viếng mộ ông này, và Hứa Chử do không kiềm được sự tức giận đã giết chết Hứa Du.
Tam quốc diễn nghĩa kể rằng Hứa Du bị Hứa Chử chém đầu là do đùa dai công trạng của mình. Vì việc này mà Tào Tháo chê trách Hứa Chử và bắt hậu táng cho Hứa Du.